# Demansia rufescens
Espèce
Synonymes
- Demansia olivacea rufescens Storr, 1978

Demansia rufescens est une espèce de serpents de la famille des Elapidae.

## Répartition
Cette espèce est endémique d'Australie-Occidentale. Elle se rencontre dans la région de Pilbara.

## Description
L'holotype de Demansia rufescens, une femelle adulte, mesure 573 mm dont 125 mm pour la queue. Cette espèce a le dos est brun roux olivâtre et la face ventrale crème à jaunâtre.

## Étymologie
Son nom d'espèce, du latin rufescens, « roussâtre », fait référence à sa livrée.

## Publication originale
- Storr, 1978 : Whip snakes (Demansia, Elapidae) of Western Australia. Records of the Western Australian Museum, vol. 6, n. 3, p. 287-301 (texte intégral).